# Ludwig Schuster (Musiker)
Ludwig Schuster (* 10. Juni 1905 in München; † 30. Mai 1968 in Leipzig) war ein deutscher Violinist, Violist und Hochschullehrer. Er war Konzertmeister der Nürnberger Philharmoniker und des Orchesters des Landestheaters Halle.

## Leben
Ludwig Schuster entstammte einem musikinteressierten Elternhaus, ab dem achten Lebensjahr lernte er das Violinspiel. Mit dreizehn Jahren gab er mit dem C-Dur-Violinkonzert von Joseph Haydn sein erstes öffentliches Konzert. Von 1918 bis 1923 studierte er Violine bei Franz Drechsler und Valentin Härtl an der Akademie der Tonkunst seiner Heimatstadt. Danach besuchte er die Meisterklasse des Violinvirtuosen Georg Kulenkampff.
Er verdiente sich zunächst seinen Lebensunterhalt als Kaffeehausmusiker. Danach wurde er 1. Konzertmeister der Nürnberger Philharmoniker. Von 1951 bis 1955 war er 1. Konzertmeister des Orchesters des Landestheaters Halle. Dort war er unter Generalmusikdirektor Horst-Tanu Margraf an der „Händel-Renaissance“ beteiligt. Unter dessen Leitung brachte er 1952 das Violinkonzert von Alexander Meyer von Bremen zur Uraufführung.
Kammermusikalisch trat sowohl als Violinist als auch als Violist in Erscheinung. So führte er 1936 im Rahmen des 3. Kammerkonzerts für zeitgenössische Musik Nürnberg gemeinsam mit Stefan Prögel das Divertimento für Geige und Bratsche op. 13 von Philipp Mohler urauf. Weiterhin trat er u. a. mit Ludwig Hoelscher und Elly Ney auf. In Salzburg spielte er die Viola im Mozarteum-Quartett. 1943 konzertierte dieses bei den Salzburger Festspielen. 1952 spielte er in Recklinghausen die Uraufführung der Violinsonate von Alexander Meyer von Bremen. Während seiner Hallenser Zeit war er Primarius des Streichquartetts Ludwig Schuster, das vor allem auf Neue Musik spezialisiert war. 1957 wirkte er am Komponistenporträt von Ottmar Gerster in der Deutschen Akademie der Künste in Berlin (DDR) mit.
1946 wurde er Dozent für Violine an der Staatlichen Hochschule für Musik – Mendelssohn-Akademie in Leipzig. Ab 1954 war er Professor ebenda. Zu seinen Schülern gehörten u. a. Hans Bärwald, Konrad Lepetit, Günther Menzel, Otto-Georg Moosdorf, Eberhard Palm, Johannes Rölke und Reinhard Zellner.
Ludwig Schuster lebte ab 1946 in der Villenkolonie „Dorettenring“ in Lützschena bei Leipzig. Er war mit der bulgarischen Pianistin Theodora Schuster-Lott, geborene Tabakowa (1901–1987), verheiratet, die er in Salzburg kennengelernt hatte. Schuster-Lott, Tochter eines Generals, begleitete ihn oft am Klavier.